# Pityophthorus pityographus
Pityophthorus pityographus är en skalbaggsart som först beskrevs av Julius Theodor Christian Ratzeburg 1837.  Pityophthorus pityographus ingår i släktet Pityophthorus, och familjen vivlar. Arten är reproducerande i Sverige.